# 場線圈

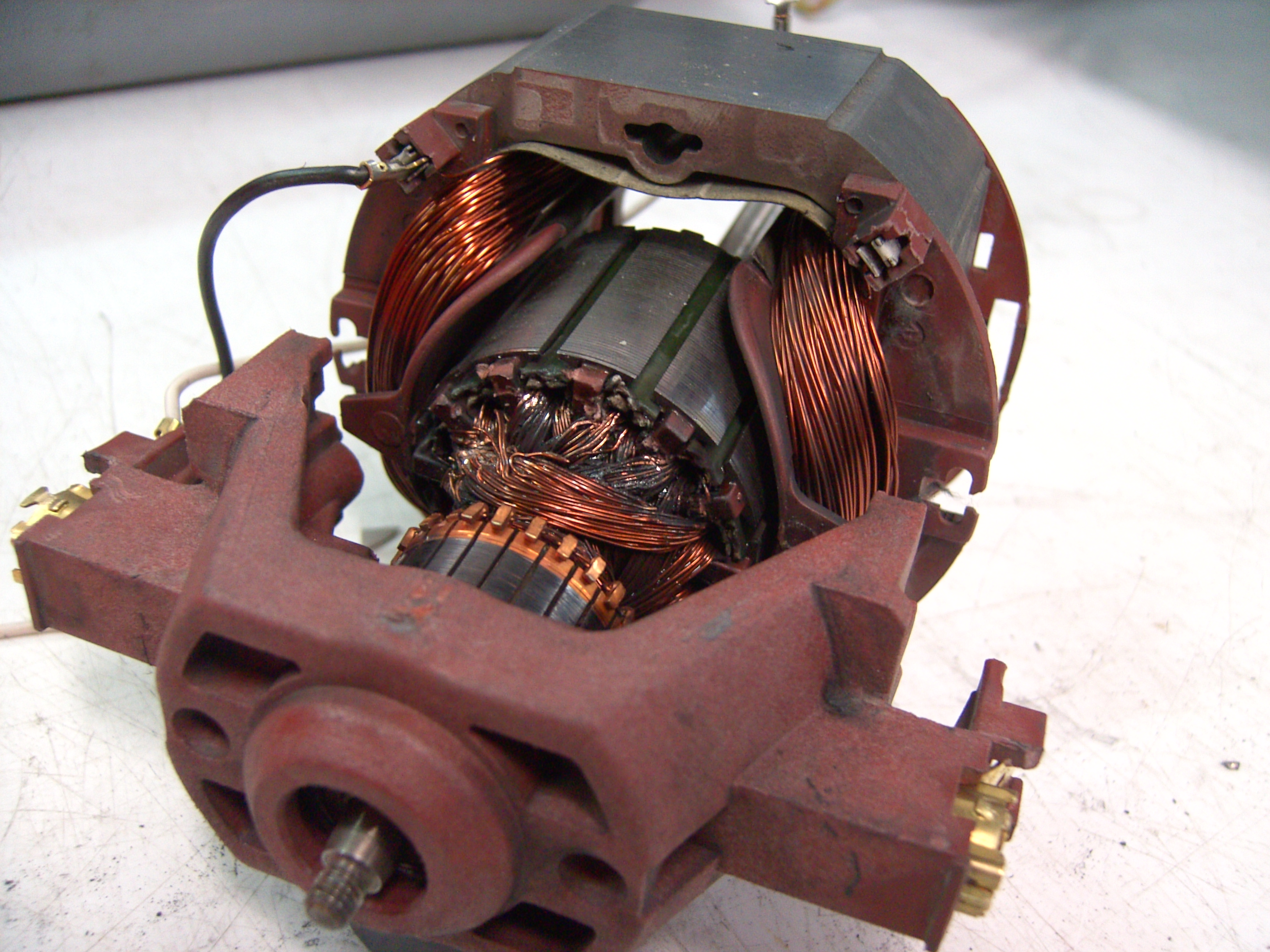
吸塵器中的交流整流子電動機，場線圈是暗色往背面的，兩側都有。轉子的疊層磁芯是灰色的金屬，有暗色容納繞線的槽。整流子（只能看到一部份）因為長久使用，已變深色，是朝前面的元件。前方的大型棕色塑膠模製元件固定碳刷導軌和碳刷（兩側），以及前馬達軸承

場線圈是用來產生磁場的電磁鐵，應用在电动机和发电机等电机中。場線圈上面流動的電流即為場電流。
在旋轉電機裡的場線圈會繞在磁芯上，磁場會經由磁芯流動。旋轉電機中可以分為固定不動的定子以及會轉動的转子。磁力場線會形成封閉迴路（磁路），從定子經由轉子，最後又回到定子。場線圈可能是在定子，也可能會在轉子。
磁路可以用「極」（poles）來識別，在馬達圓周中等距分佈，是磁力線由定子到轉子，或是由轉子到定子的位置。定子和轉子都可以用計算出各自有的極數。有些架構會是一個極對應一個場線圈，不過也有例外的。
場線圈常見於旋轉電機上，不過在其他電子設備中也有使用，名稱可能不同，但功能都是產生磁場。這些電子設備從簡單的電磁鐵到複雜的實驗室儀器（像是質譜儀和核磁共振機）。以往揚聲器中也會使用場線圈，後來已被容易取得的輕量化磁鐵所取代。

## 固定磁場和旋轉磁場
許多直流電的場線圈會產生固定大小的靜止磁場，大部份三相電的交流場線圈是用來產生异步电动机需要的旋轉磁場。單相交流電動機的場線圈可能是直流，也可能是交流。
- 小型電動機會是交流整流子電動機，類似有整流子的直流有刷電動機，但是是由交流電驅動。
- 大型的交流電動機多半是异步电动机，且多半是三相，較低功率的异步电动机有可能是單相的。

## 定子和轉子
許多旋轉電機中都需要將電流導向轉子（或從轉子抽出電流），多半會透過滑動接點進行：整流子或是集電環。這些接點是電機中最複雜也最容易損壞的部份，也會限制電機所能處理的電流大小。因此，若電機需要在定子和轉子各有一組線圈，一般會讓承載較少電流的線圈放在轉子上，讓較大電流的線圈放在定子上。
場線圈可能會在定子或是轉子，視哪一種設計的成本效益最大而定。
在直流有刷馬達中，場線圈放在定子，但電樞電流會進行換流，讓電樞持續旋轉，會透過整流子提供電流給轉子上的電樞繞組。交流異步電動機的場線圈也放在定子，轉子上的電流則是透過感應而產生。
發電機的場電流比輸出電流要小。因此，會將場線圈放在轉子上，透過集電環供電。輸出電流則由定子提供，避免集電環上有大電流的問題。在直流發電機（目前已慢慢被交流發電機配合整流器所取代）裡，需要整流換向表示仍需要整流子和brushgear。若是像电镀使用的低電壓，大電流直流電源，就需要特別大而且複雜的brushgear。

## 二極及多極的磁場
在發電機早期的發展過程中，定子場線圈有革命性的提升，從雙極磁場演變到後來的多極設計。
在1890年以前，雙極發電機是很普遍的設計，但後來被多極的場磁鐵所取代。之後雙極發電機只會用在小功率的應用上。
這兩種發電機中的重要技術發明是consequent磁極的雙極發電機，有二個場線圈，在定子的環上排列。
需要此調整的原因是因為較高的電壓需要較細的線才可以更有效的傳輸。若要增加輸出電壓，發電機需要旋轉的更快，但大功率的發電機，其轉速仍有一定的上限。
為了要增加Gramme ring面對的極面數量，會讓Gramme ring在旋轉一圈時通過較多的磁力線。四極發電機即可輸出二倍的電壓，六極發電機輸出電壓則為三倍。可以在轉速不提昇的前提下，增加輸出電壓。
在多極發電機中，电枢和場磁鐵會以環狀方式配置，且會在鄰近位置，其好處是強度、簡單、對稱外觀以及最小的漏磁通，因為各磁極表面已減到最小，且磁通量路徑長度也比二極發電機的設計要短。

## 繞線材料
線圈的繞線一般會用漆包線，也就是外層有絕緣材料的銅線。繞線材料需要有低電阻，以減少繞線本身的發熱，更重要的是減少焦耳加热產生的废热。繞線過熱是常見的失效原因。因為銅的成本提高，鋁繞線的應用也在增加。
銀的電阻率比銅還低，是更好作為繞線的材料，但成本就高很多。很少數的情形會用到銀繞線。第二次世界大战的曼哈顿计划中，為了製作第一個原子彈，使用电磁型同位素分离器來濃縮鈾。從美国财政部借了上千噸的銀來製作高效率低電阻的場線圈。

## 場磁鐵
場磁鐵（Field magnet）是指設備中產生磁場的磁鐵，可能是永久磁鐵或是電磁鐵。
場磁鐵常常是指電動機或是發電機中的磁鐵，不過也可以指以下設備中產生磁場的磁鐵。
- 阴极射线管[5]
- Dynamo（英语：Dynamo）[6]
- 聚变能
- 揚聲器
- 磁懸浮
- 磁力分離器（英语：Magnetic separation）
- 磁力发电机
- 质谱仪
- 金屬探測器
- MRI掃描器（英语：MRI scanner）
- 粒子加速器
- 磁盘读写头
- 继电器
- 螺線管
- 磁带录音头（英语：Tape head）

## 腳註
1. 1 2  在許多電器中都可以找到場線圈中，因此不論如何分類，都可能會漏掉一些電器
2. ↑  嚴格來說是輸出電力比要提供磁線圈的電力會小，不過其電流多半也比較小